# Hoya brevialata
Hoya brevialata ist eine Pflanzenart der Gattung der Wachsblumen (Hoya) aus der Unterfamilie der Seidenpflanzengewächse (Asclepiadoideae).

## Merkmale
Hoya brevialata ist eine epiphytische, kletternde Pflanze mit dünnen, meterlangen Trieben. Die Triebe sind kahl mit kurzen Internodien. Die Blätter sind gestielt, die Blattstiele sind gekrümmt und 0,5 bis 1 cm lang. Die Blattspreiten sind annähernd rundlich bis elliptisch, bis etwa 2 bis 3,2 cm lang und 2 bis 3,2 cm breit. Sie sind hellgrün, aber auch gelblich bis rot, wenn sie dem Sonnenlicht direkt ausgesetzt sind. Die Blattnervatur ist nicht sichtbar.
Die doldenförmigen Blütenstände haben einen Durchmesser von 3 bis 6 cm und sind auf der Oberseite konkav gewölbt. Die endständigen Blütenstände hängen nach unten und enthalten je Blütenstand 15 bis 25 Blüten. Die Blütenstandsstiele werden 3 bis 6 cm lang. Die Farbe der Blütenkrone reicht von fast weiß bis tiefrot. Die Nebenkrone ist gewöhnlich jeweils etwas dunkler. Die Kronblattzipfel sind völlig zurückgeschlagen und verleihen der Blüte ein knopfartiges Aussehen. Der Durchmesser der Blütenkrone beträgt dadurch nur 5 bis 6 mm. Die Kronblattzipfel sind innen und außen kahl. Die Nebenkronenzipfel erreichen nicht ganz die Sinusse, die von den an der Basis verwachsenen Kronblattzipfeln gebildet werden. Die Oberseite der Nebenkronenzipfel ist gekielt. Die inneren Fortsätze sind stumpf und nach oben gebogen und treffen sich in der Mitte über dem Griffelkopf. Der äußere Fortsatz ist spitz. Die Pollinia sind 370 µm lang und 125 µm breit. Sie sind oben stark nach innen abgeschrägt. Der äußere Rand ist kielartig verstärkt. Das Corpusculum ist 160 µm lang und in der oberen Hälfte eingeschnürt. Kopf und Hüfte sind ca. 75 µm breit. Die Taille ist ca. 30 µm breit. Die außen geflügelten Caudiculae sind rund 80 µm lang und stark gebogen. Sie setzen in der Taille des Corpusculums an.

## Geographische Verbreitung und Habitat
Die Art kommt auf der Insel Sulawesi (Indonesien) in den tropischen Flachlandregenwäldern vor, steigen aber bis auf etwa 600 Meter über Meereshöhe an. Sie kommen dort auch in landwirtschaftlich genutzten Gebieten vor. Die Pflanzen sind oft mit Ameisen (meist Iridomyrmex cordatus) vergesellschaftet. Sie keimen aus Ameisennestern aus und heften sich mit Haftwurzeln an der Rinde von Bäumen fest, häufig und sehr auffällig in Frucht- und Zierbäumen in den Gärten, in Plantagen auf Gewürznelkenbäumen (Syzygium aromaticum) oder einfach auch in Straßenbäumen. In natürlichen Habitaten sind sie weniger auffällig, aber trotzdem sehr häufig, besonders entlang von Flüssen und Seen, wo sie alle möglichen Arten und Größen von Bäumen besiedeln.

## Taxonomie
Das Taxon wurde von David Kleijn und Ruurd van Donkelaar 2001 beschrieben. Der Holotypus IPPS 8836 wird im Naturalis in Leiden, Niederland aufbewahrt. Er stammte von einer Gewürznelkenplantage in der Nähe von Tentena, Sulawesi Tengah, Indonesien. Der Artname brevialata bezieht sich auf die typisch kurzen Staubbeutelflügel, von lat. brevis = kurz und lat. ala = Flügel. Das Taxon wird von der Datenbank Plants of the World online als gültiges Taxon akzeptiert.